# Église Machtots Hayrapet
L'église Machtots Hayrapet (arménien : Մաշտոց Հայրապետ եկեղեցի) est une église arménienne du village de Garni, dans le marz de Kotayk.

## Histoire
L'église Machtots Haytapet, littéralement l'église du patriarche Machtots a été construite en tuf au XIIe siècle à l'emplacement d'un ancien sanctuaire païen.

## Architecture
À droite de l'entrée de l'église, se trouve une pierre garnie d'images d'oiseaux sculptés dont le sujet est liée au sanctuaire païen qui existait auparavant au même emplacement. L'église est de dimension modeste. Sur toutes les façades et les coupoles sont sculptés différents ornements. Autour de l'édifice sont dispersés des khatchkar. Dans le village de Garni, outre cette église, se trouvent aussi le Temple de Garni du Ier siècle, l'église de la Sainte Mère de Dieu, les vestiges d'une église du IVe siècle ainsi que du temple Manouk Touk, une église Saint-Serge et un sanctuaire de la reine Katranide. À proximité du site, se trouve aussi le monastère d'Avouts Tar, situé dans la Réserve d'État de la forêt de Khosrov.

## Galerie

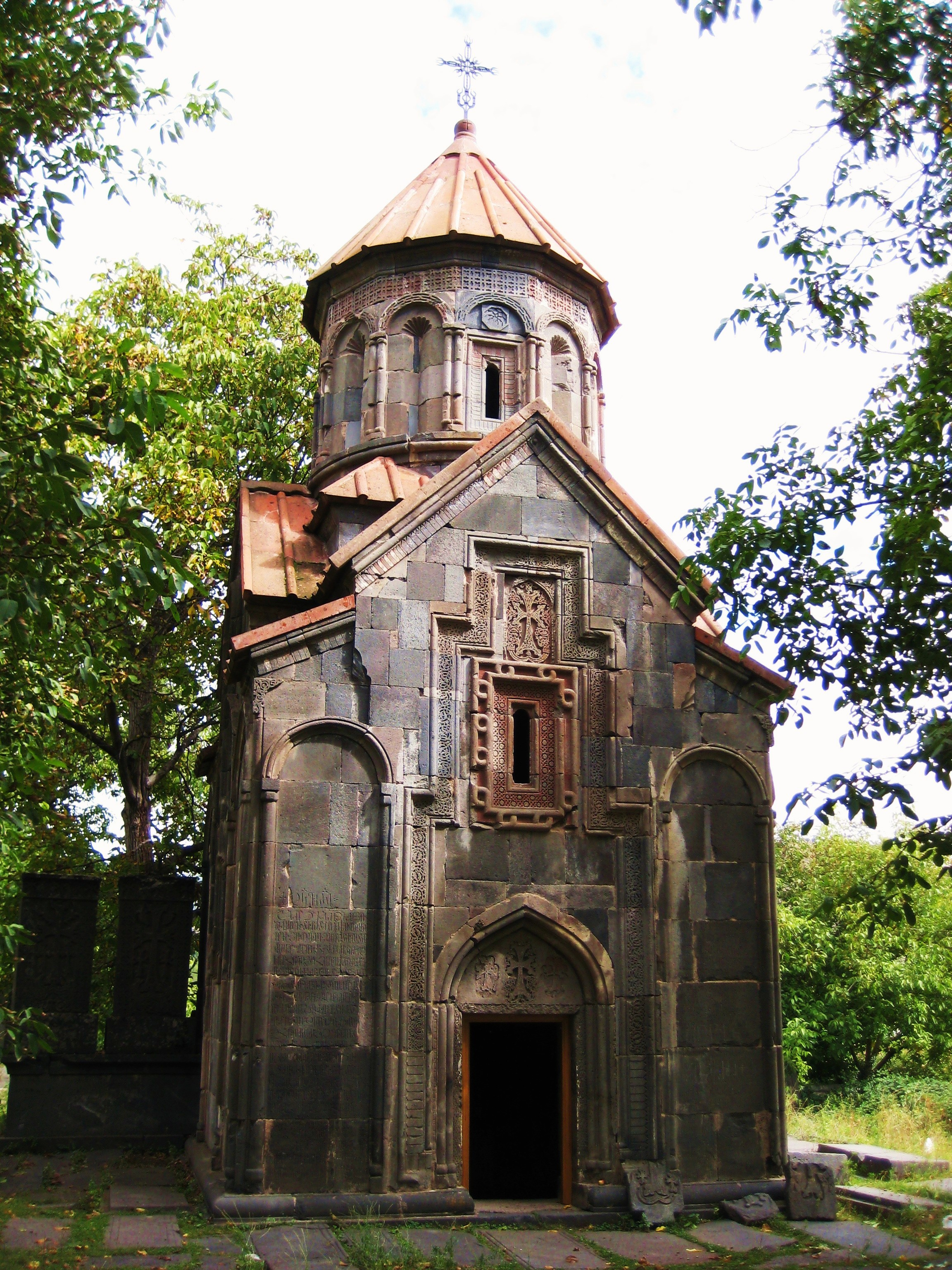
Façade
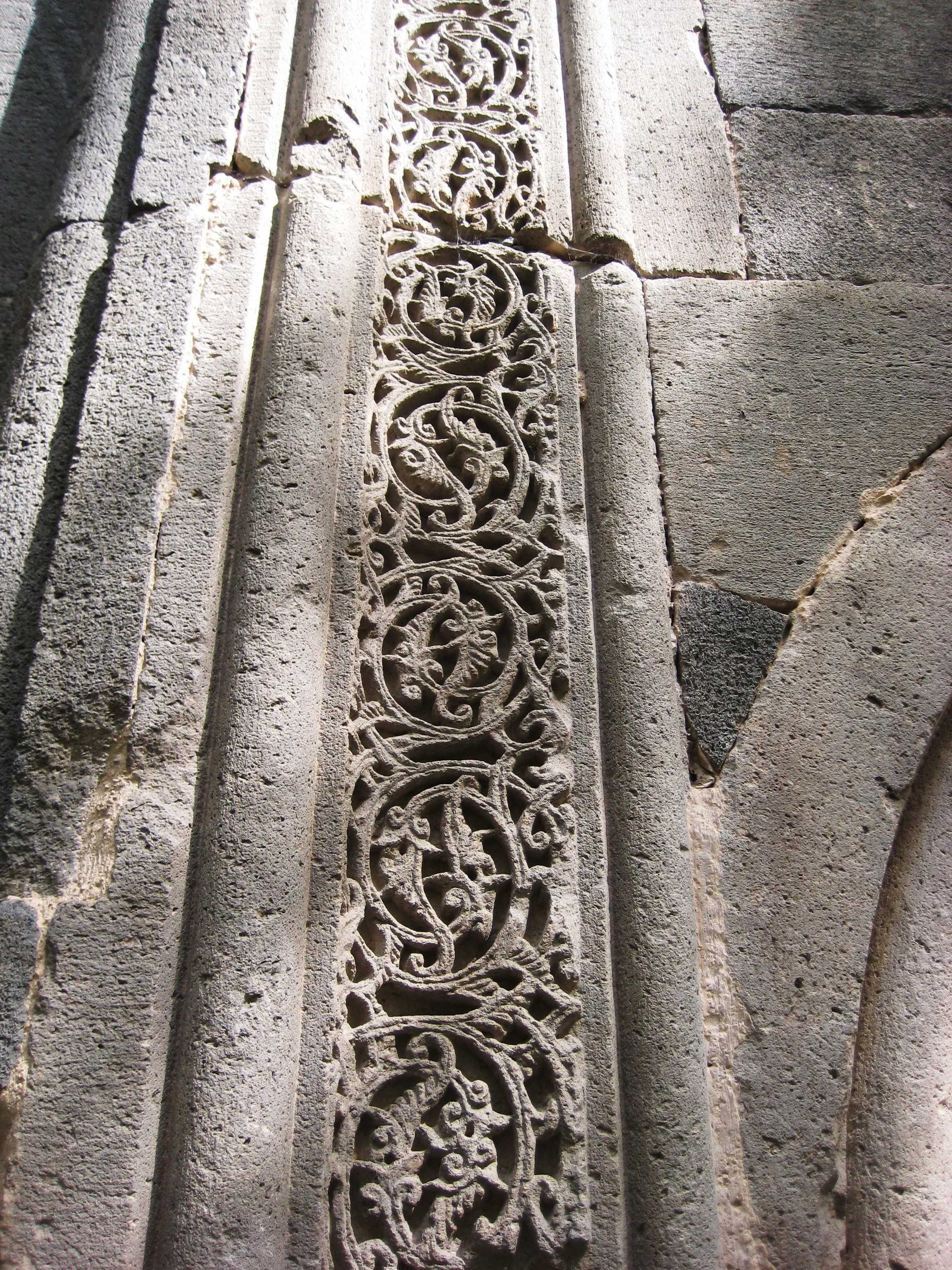
Détail
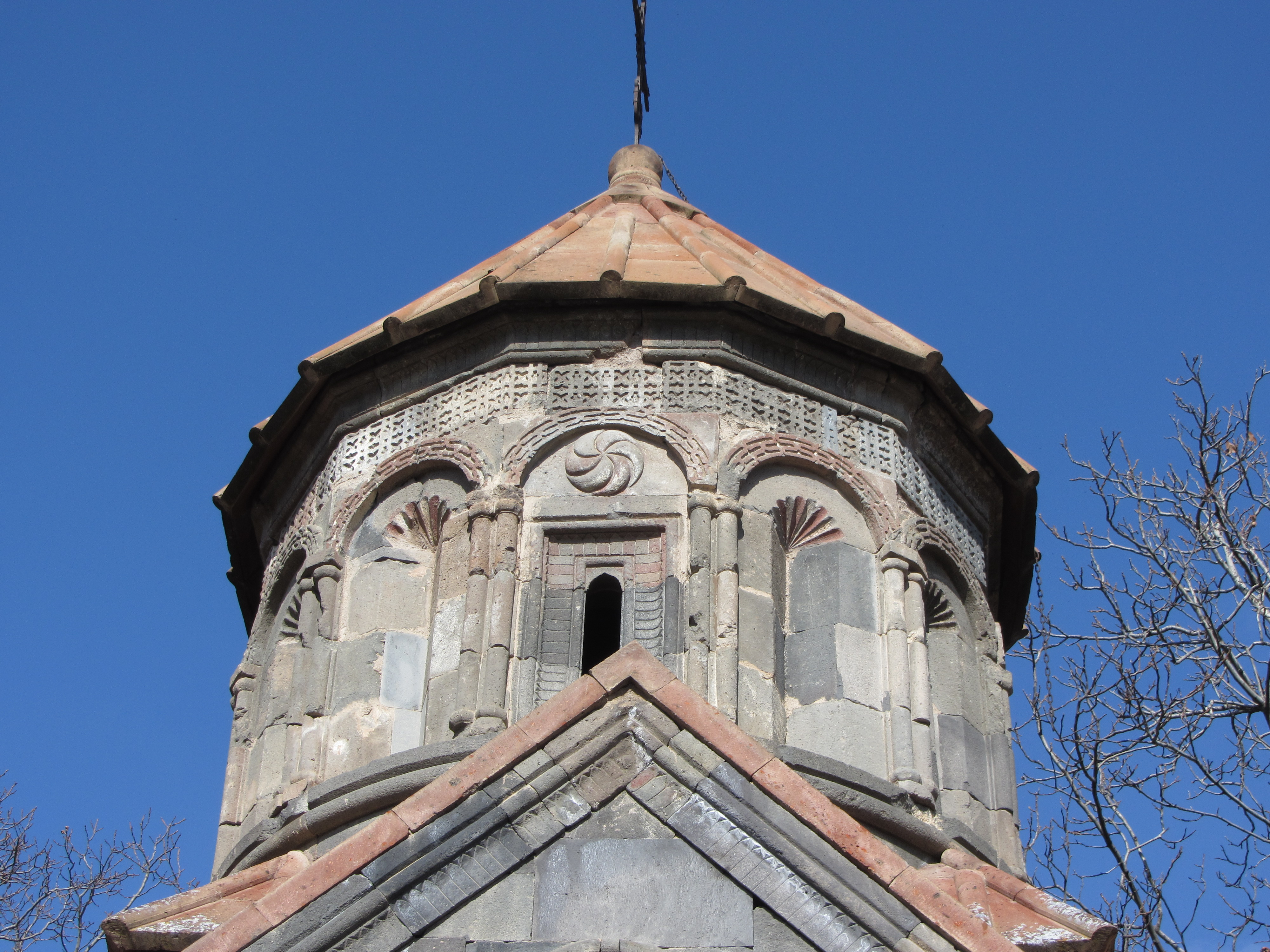
Église Machtots Hayrapet, coupole
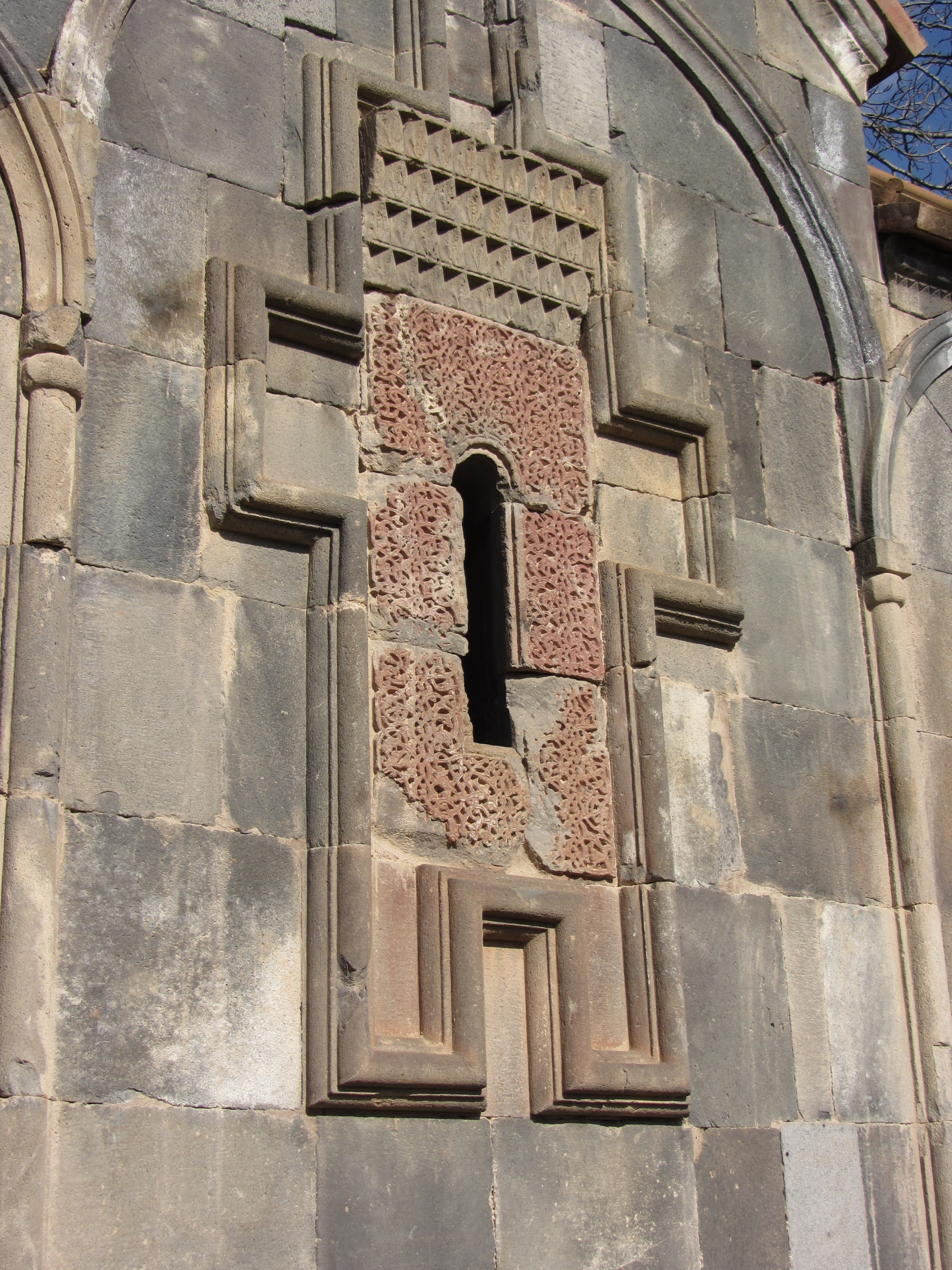
Église Machtots Hayrapet, pierres décoratives
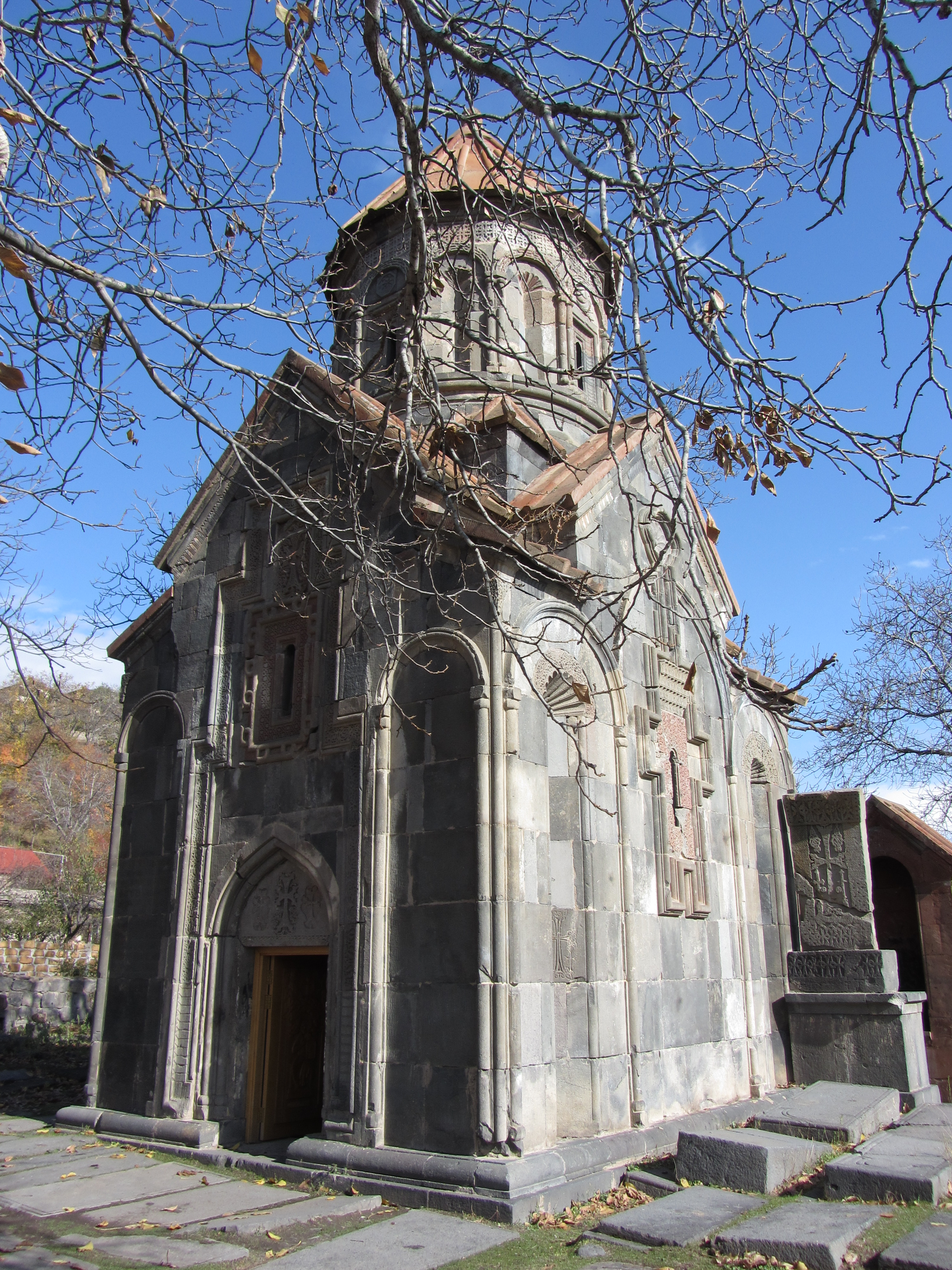
Église Machtots Hayrapet
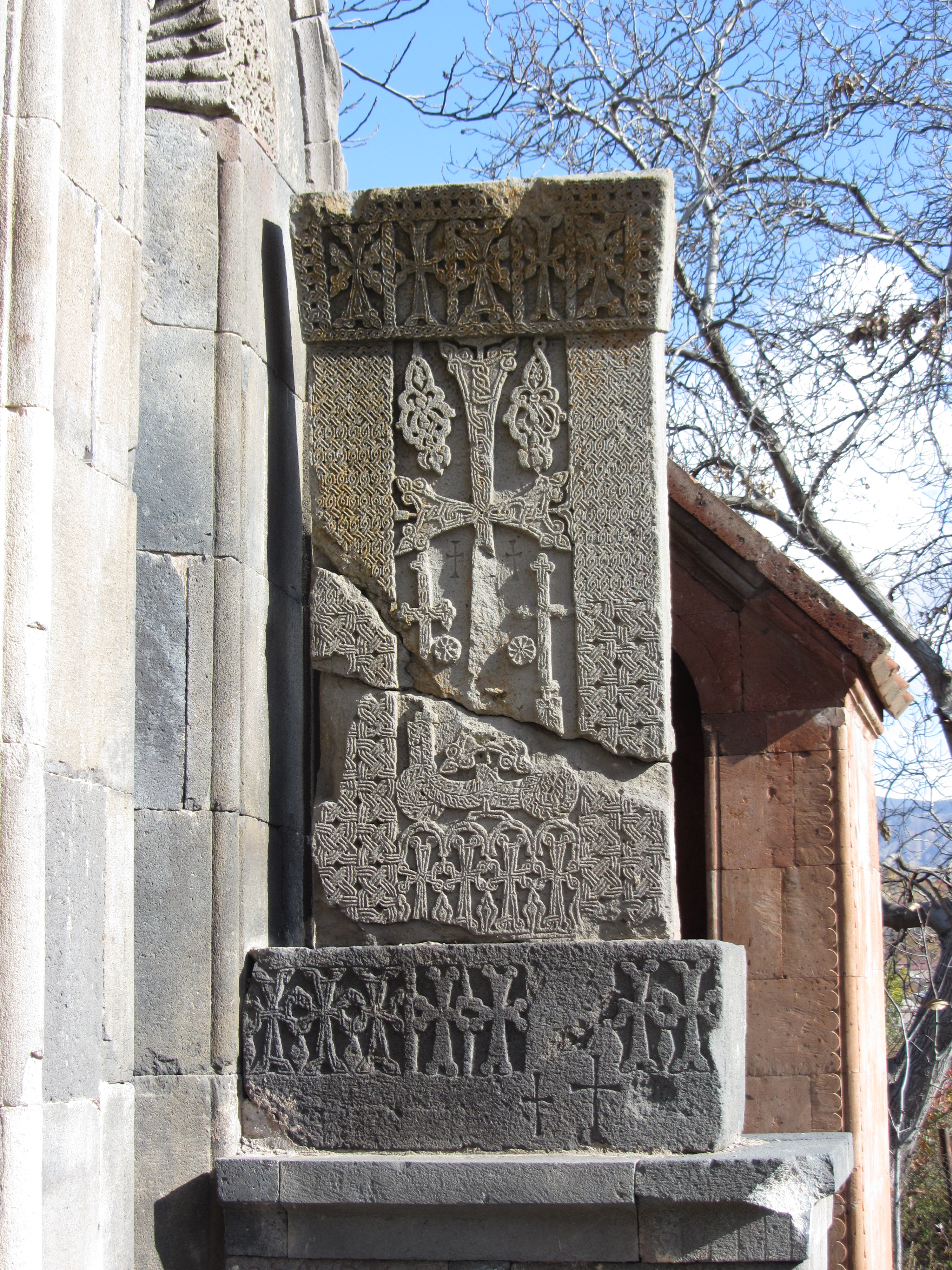
Église Machtots Hayrapet, Khatchkar